# ممدوح أبو عبيد
ممدوح طه أبو عبيد لاعب كرة يد مصري ، ويلعب حاليًا للنادي الأهلي ومنتخب مصر.

## روابط خارجية
- ممدوح أبو عبيد على موقع أوليمبيديا (الإنجليزية)